# Thorben Marx
Thorben Marx (Berlijn, 1 juni 1981) is een Duitse voormalig voetballer die bij voorkeur als middenvelder speelde.
Marx stroomde in 2002 door vanuit de jeugd van Hertha BSC, waar hij de daaropvolgende vier jaar deel uitmaakte van het eerste team. Met Hertha won hij in 2001 en 2002 de Ligapokal. De hoogste plaats die hij op de ranglijst behaalde met de club was de vierde, in 2004/05. Marx speelde van 2006 tot en met 2009 vervolgens voor Arminia Bielefeld, dat in die jaren ook in de Bundesliga speelde. Hiermee eindigde hij steeds in de onderste helft van de ranglijst, met als dieptepunt de laatste plaats en directe degradatie in 2008/09. Marx zelf zou gedurende zijn carrière nooit uitkomen in de 2. Bundesliga, want hij verkaste naar Borussia Mönchengladbach. In het seizoen 2010/11 moest hij met deze ploeg play-offs spelen om degradatie te ontlopen, maar dat lukte. In 2011/12 behaalde hij met Mönchengladbach vervolgens een vierde plaats en kwalificatie voor de laatste voorronde van de UEFA Champions League 2012/13. In het feitelijke toernooi speelde Marx nooit. Dynamo Kiev versperde de Duitse ploeg de weg. Dit jaar werd wel het enige in zijn loopbaan waarin hij in de UEFA Europa League uitkwam. Hierin speelde hij zes wedstrijden en maakte hij één doelpunt. Marx stond ook de laatste twee jaar van zijn carrière onder contract bij Borussia Mönchengladbach. Hij kwam in die tijd nog twee keer in actie, beide keren in een competitiewedstrijd.